# ラスト・リゾート
ラスト・リゾート（Last Resort）は、2000年9月18日発売パパ・ローチの曲。ドリームワークス・レコードによって発売された。